# Аксьоново (Альшеєвський район)
Аксьо́ново (рос. Аксёново, башк. Аксенов) — село (колишнє смт) у складі Альшеєвського району Башкортостану, Росія. Адміністративний центр Аксьоновської сільської ради.
20 липня 2005 року до складу села було включено присілки 1472 км та Роз'їзда Алдарово.
Населення — 1047 осіб (2010; 1134 в 2002).